# Sweeny
Sweeny is een plaats (city) in de Amerikaanse staat Texas, en valt bestuurlijk gezien onder Brazoria County.

## Demografie
Bij de volkstelling in 2000 werd het aantal inwoners vastgesteld op 3624.
In 2006 is het aantal inwoners door het United States Census Bureau geschat op 3615, een daling van 9 (-0,2%).

## Geografie
Volgens het United States Census Bureau beslaat de plaats een oppervlakte van
4,8 km², geheel bestaande uit land. Sweeny ligt op ongeveer 8 m boven zeeniveau.

## Plaatsen in de nabije omgeving
De onderstaande figuur toont nabijgelegen plaatsen in een straal van 24 km rond Sweeny.